# Jan Rosenthal
 (août 2025).
Pour les articles homonymes, voir Rosenthal.
Jan Rosenthal est un footballeur allemand né le 7 avril 1986 à Sulingen (Basse-Saxe). Il évolue actuellement comme milieu de terrain pour le SV Darmstadt en Bundesliga. Après dix ans passés au Hanovre 96, il rejoint le SC Fribourg le 11 juin 2010.